# Australische renplevier
De Australische renplevier (Peltohyas australis, synoniem: Charadrius australis) is een endemische vogelsoort uit Australië.

## Herkenning
Dit is een eigenaardig soort plevier. De vogel is 19 tot 23 cm lang en van boven zandkleurig tot roodbruin en sterk gestreept. Het voorhoofd en de keel zijn heel licht okerkleurig met een brede witte streep die van de kruin door het oog loop. Verder loopt er nog een zwarte band over de schouder en de borst waardoor er op de borst een zwart gekleurde hoofdletter Y ontstaat.

## Verspreiding en leefgebied
De Australische renplevier wordt zelden in de buurt van water gezien, het is een vogel van droge, kale, vlakke, steenachtige gebieden die spaarzaam begroeid zijn. Ook op tracks door woestijngebied en soms op omgeploegd land. Het verspreidingsgebied is verbrokkeld en ligt meestal in het niet tropische deel van Midden- en Zuid-Australië. De vogel nestelt in een kuiltje op de grond, omzoomd met wat zand, kiezelsteentjes en mest. Daarin legt de renplevier twee of drie eieren die bij het verlaten van het nest worden overdekt.

## Status
De Australische renplevier heeft groot verspreidingsgebied en daardoor alleen al is de kans op de status  kwetsbaar (voor uitsterven) uiterst gering. De grootte van de populatie is niet gekwantificeerd. Er is geen aanleiding te veronderstellen dat de soort in aantal achteruit gaat. Om deze redenen staat deze plevier als niet bedreigd op de Rode Lijst van de IUCN.